# Villers-sous-Saint-Leu
 Villers-sous-Saint-Leu  es una población y comuna francesa, en la región de Picardía, departamento de Oise, en el distrito de Senlis y cantón de Montataire.

## Demografía
| 549 | 770 | 1356 | 1857 | 2347 | 2083 |
| Para los censos de 1962 a 1999 la población legal corresponde a la población sin duplicidades (Fuente: INSEE [Consultar]) |     |      |      |      |      |